# Don Marshall
Don Marshall (Verdun, Montreal; 23 de marzo de 1932 – 10 de octubre de 2024) fue un jugador canadiense de hockey sobre hielo que jugó veinte temporadas con cuatro equipos en la NHL en la posición de ala izquierda, campeón de cinco ediciones de la Copa Stanley y último sobreviviente de los Montreal Canadiens que ganaron la edición de 1956.

## Estadísticas
| 1949–50   | Montreal Jr. Canadiens | QJHL      | 35    | 8   | 7   | 15  | 10  | 16 | 1 | 4  | 5  | 4  |
| 1949–50   | Montreal Jr. Canadiens | M-Cup     | —     | —   | —   | —   | —   | 13 | 8 | 6  | 14 | 2  |
| 1950–51   | Montreal Jr. Canadiens | QJHL      | 37    | 19  | 32  | 51  | 6   | 9  | 5 | 8  | 13 | 0  |
| 1951–52   | Montreal Jr. Canadiens | QJHL      | 32    | 32  | 46  | 78  | 6   | 11 | 4 | 5  | 9  | 6  |
| 1951–52   | Montreal Canadiens     | NHL       | 1     | 0   | 0   | 0   | 0   | —  | — | —  | —  | —  |
| 1951–52   | Montreal Jr. Canadiens | M-Cup     | —     | —   | —   | —   | —   | 8  | 6 | 5  | 11 | 8  |
| 1952–53   | Cincinnati Mohawks     | IHL       | 60    | 46  | 51  | 97  | 24  | 9  | 5 | 5  | 10 | 0  |
| 1952–53   | Montreal Royals        | QHL       | 2     | 0   | 0   | 0   | 2   | —  | — | —  | —  | —  |
| 1953–54   | Buffalo Bisons         | AHL       | 70    | 39  | 55  | 94  | 8   | 3  | 1 | 4  | 5  | 0  |
| 1954–55   | Montreal Canadiens     | NHL       | 39    | 5   | 3   | 8   | 9   | 12 | 1 | 1  | 2  | 2  |
| 1954–55   | Montreal Royals        | QHL       | 10    | 5   | 3   | 8   | 2   | —  | — | —  | —  | —  |
| 1955–56   | Montreal Canadiens     | NHL       | 66    | 4   | 1   | 5   | 10  | 10 | 1 | 0  | 1  | 0  |
| 1956–57   | Montreal Canadiens     | NHL       | 70    | 12  | 8   | 20  | 6   | 10 | 1 | 3  | 4  | 2  |
| 1957–58   | Montreal Canadiens     | NHL       | 68    | 22  | 19  | 41  | 14  | 10 | 0 | 2  | 2  | 4  |
| 1958–59   | Montreal Canadiens     | NHL       | 70    | 10  | 22  | 32  | 12  | 11 | 0 | 2  | 2  | 2  |
| 1959–60   | Montreal Canadiens     | NHL       | 70    | 16  | 22  | 38  | 4   | 8  | 2 | 2  | 4  | 0  |
| 1960–61   | Montreal Canadiens     | NHL       | 70    | 14  | 17  | 31  | 8   | 6  | 0 | 2  | 2  | 0  |
| 1961–62   | Montreal Canadiens     | NHL       | 66    | 18  | 28  | 46  | 12  | 6  | 0 | 1  | 1  | 2  |
| 1962–63   | Montreal Canadiens     | NHL       | 65    | 13  | 20  | 33  | 6   | 5  | 0 | 0  | 0  | 0  |
| 1963–64   | New York Rangers       | NHL       | 70    | 11  | 12  | 23  | 8   | —  | — | —  | —  | —  |
| 1964–65   | New York Rangers       | NHL       | 69    | 20  | 15  | 35  | 2   | —  | — | —  | —  | —  |
| 1965–66   | New York Rangers       | NHL       | 69    | 26  | 28  | 54  | 6   | —  | — | —  | —  | —  |
| 1966–67   | New York Rangers       | NHL       | 70    | 24  | 22  | 46  | 4   | 4  | 0 | 1  | 1  | 2  |
| 1967–68   | New York Rangers       | NHL       | 70    | 19  | 30  | 49  | 2   | 6  | 2 | 1  | 3  | 0  |
| 1968–69   | New York Rangers       | NHL       | 74    | 20  | 19  | 39  | 12  | 4  | 1 | 0  | 1  | 0  |
| 1969–70   | New York Rangers       | NHL       | 57    | 9   | 15  | 24  | 6   | 1  | 0 | 0  | 0  | 0  |
| 1970–71   | Buffalo Sabres         | NHL       | 62    | 20  | 29  | 49  | 6   | —  | — | —  | —  | —  |
| 1971–72   | Toronto Maple Leafs    | NHL       | 50    | 2   | 14  | 16  | 0   | 1  | 0 | 0  | 0  | 0  |
| Total NHL | Total NHL              | Total NHL | 1,176 | 265 | 324 | 589 | 127 | 94 | 8 | 15 | 23 | 14 |

## Logros

### Equipo
- Copa Stanley (5): 1956, 1957, 1958, 1959, 1960

### Individual
- 7 Apariciones en el NHL All-Star Game (1956–60, 1961, 1968)[4]
- Segundo equipo All-Star NHL Second All-Star team en 1967